# Claribel Alegría
Clara Isabel Alegría Vides (Estelí, 12 de mayo de 1924-Managua, 25 de enero de 2018) fue una escritora, poeta, narradora, ensayista y traductora nicaragüense. El VII Festival Internacional de la Poesía de Granada le fue dedicado en homenaje y reconocimiento en vida a su carrera como escritora y del Premio Reina Sofía de Poesía Iberoamericana 2017.
Tradujo al español la poesía de Robert Graves y de otros autores anglosajones, por ejemplo la antología de poesía estadounidense Nuevas voces de Norteamérica (1983), importante selección de las escuelas poéticas del cuarto cerrado (Mark Strand, por ejemplo), poesía feminista (Susan Griffin, por caso) y poesía chicana. Inversamente, con ayuda de su marido Darwin J. Flakoll, presentó en una pionera antología la prosa del boom latinoamericano en los Estados Unidos (New Voices of Hispanic America, 1962).

## Biografía

### Infancia
Nació el 12 de mayo de 1924 en la ciudad de Estelí en Nicaragua. Su padre fue Daniel Alegría Rodrígez (Estelí, 1891-Santa Ana, 6 de junio de 1965), médico nicaragüense, y su madre, Ana María Vides, salvadoreña ( Santa Ana 1900-1982), quienes contrajeron matrimonio en la catedral de Santa Ana el 29 de julio de 1923. 
Claribel fue la mayor de seis hermanos; José Daniel (1925-2012), Ana María (1931-1995), Alejandro Ernesto (1936-1936), Rosa María (1937-2016) y Mauricio Alberto (1940-2017). Claribel se consideraba a sí misma salvadoreña, ya que transcurrió su niñez en la ciudad de Santa Ana al occidente de El Salvador. Fue trasladada a dicha ciudad cuando solo contaba con nueve meses de edad debido a que su madre fue víctima de un atentado a balazos por parte de un marine estadounidense. Su padre se les unió poco tiempo después y se convirtió en enemigo del régimen de Somoza. 
A la edad de ocho años, Alegría presenció la masacre de más de treinta mil campesinos e indígenas en El Salvador.

### Educación
En Santa Ana estudió la educación en los niveles de primaria y secundaria en el colegio "José Ingenieros", dirigido por su tío, Ricardo Vides Siguí. En su casa santaneca tuvo la oportunidad de conversar con personalidades nacionales e internacionales como Salarrué, José Vasconcelos (quien en el verano de 1930 la bautizó como Claribel) y Miguel Ángel Asturias.  
En 1943 se mudó becada a Estados Unidos para estudiar en la Universidad de Loyola (New Orleans). Sin embargo, mientras estaba en esta universidad escribió al premio Nobel de Literatura, Juan Ramón Jiménez que, no solo conocía sus poemas publicados en la revista Repertorio Americano, sino que había quedado impresionado por su incipiente talento, y la convenció para trasladarse a Washington en 1944, donde vivía el poeta, para tomarla bajo su tutela.
En 1948 se graduó en Filosofía y Letras en la Universidad George Washington en Washington D. C., donde conoció al periodista y diplomático estadounidense Darwin J. "Bud" Flakoll.  

### Vida personal
Vivió en Estados Unidos por muchos años. Allí contrajo matrimonio con Flakoll el 29 de diciembre de 1947 en la iglesia de San Mateo de Washington D. C. Juntos procrearon cuatro hijos, Maya (1949), las mellizas Patricia y Karen (1950) y Erik Daniel (1954). Ambos residieron en distintas ciudades de América y Europa como México, Santiago de Chile, Buenos Aires, Montevideo, París, Palma de Mallorca y Nicaragua. 
En 1985 Claribel regresó a Nicaragua para ayudar durante y después de la guerra de agresión impuesta por los Estados Unidos a la Revolución Sandinista. 
Durante su desempeño como cónsul de Nicaragua en Estados Unidos fue declarada funcionaria non grata por el gobierno de Ronald Reagan en represalia hacia el gobierno nicaragüense por haber expulsado a varios funcionarios de su embajada en Managua.
El 11 de julio de 1988, el Gobierno de Nicaragua expulsó al embajador de los Estados Unidos, Richard Melton y a otros miembros de la embajada estadounidense en Managua. El gobierno sandinista denunció el apoyo de los EE. UU. a la oposición. Al día siguiente, el presidente Ronald Reagan ordenó la salida del Embajador nicaragüense en Washington, Dr. Carlos Tünnermann Bernheim, y siete funcionarios de los consulados de Nueva York, Miami, Houston, Los Ángeles, San Francisco, Chicago y Washington D. C. La embajada estadounidense permaneció abierta con Ronald D. Godard como Encargado de Negocios interino.
El 15 de abril de 1995 Flakoll murió en Managua, Nicaragua. Claribel falleció también en Managua el 25 de enero de 2018. Su cuerpo fue cremado. Parte de sus cenizas fueron enterradas al lado de los restos de su esposo en el cementerio Las Sierras de Santo Domingo, al sur de Managua. El resto fue llevado por su familia a El Salvador y entregadas al Ministerio de Cultura.
en compromiso social  con la situación política. Su poesía busca la democracia y la denuncia de la opresión. También realiza una investigación formal en lo que se ha catalogado como un nuevo surrealismo de intencionado lenguaje callejero, desgarrado, vehemente y hasta antiliterario.
Las tendencias ideológicas y literarias de Claribel son el reflejo de la corriente literaria que se impulsó en Centroamérica en los años de 1950-1960 conocida como la "Generación comprometida".
Sus escritos abordan asuntos como el amor, la muerte o el anhelo y la esperanza vital.

## Premios, honores y distinciones
Como escritora y poeta goza de fama internacional. Su obra ha sido traducida parcialmente a 14 idiomas y recibió varios premios internacionales, como el Casa de las Américas de Cuba en 1978 por su libro Sobrevivo. 
- 1964: La novela Cenizas de Izalco, escrita en colaboración con D.J. Flakoll, fue finalista del Premio Biblioteca Breve de Seix Barral, Barcelona, España.
- 1978: Ganó el Premio de Poesía Casa de las Américas, Cuba, por su poemario Sobrevivo.[8]
- 1987: El Alcalde de Kansas City, Misuri, le entregó la llave de la ciudad.
- 1992: Recibió junto con D.J. Flakoll un diploma de reconocimiento de El Nuevo Amanecer Cultural, suplemento sabatino de El Nuevo Diario.
- 1994: El Alcalde de Estelí le otorgó un pergamino declarándola “Ciudadana del Siglo”.[9]
- 1996: Ganó una beca de la Fundación Civitella Ranieri de Umbría, Italia.
- 1997: La Unión de Artistas y Escritores de El Salvador le otrogaron una placa y un Diploma de Honor.
- 1998: Doctorado honoris causa de la Universidad de Eastern Connecticut.
- 1999: Diploma de Honor al Mérito de la Universidad Centroamericana en Managua.
- 2005: Doctorado honoris causa de la Universidad de León.
- 2004: Orden de las Artes y las Letras, gobierno de Francia.[10]
- 2006: Premio Neustadt, Oklahoma, y la revista World Literature Today.[11]
- 2010: Gar-Anat, Hotel de peregrinos le dedicó una habitación al mundo de Claribel Alegría denominada Carta al tiempo.[12]
- 2010: Orden Gabriela Mistral, gobierno de Chile.
- 2010: Ordine della Stella Della Solidarieta’ Italiana con el grado de Commendatore, Gobierno de Italia.
- 2011: Homenajeada en el VII Festival Internacional de Poesía de Granada.
- 2011: Mención especial de la Red Internacional de Escritores por la Tierra en los Premios Ondas Mediterráneas.
- 2017: XXVI Premio Reina Sofía de Poesía Iberoamericana de la Universidad de Salamanca y Patrimonio Nacional de España. En mayo de 2017 fue galardonada con el XXVI Premio Reina Sofía de Poesía Iberoamericana,[13] que conceden la Universidad de Salamanca y Patrimonio Nacional de España. El premio reconoce el conjunto de la obra de un autor vivo que, por su valor literario, constituye una aportación relevante al patrimonio cultural común de Iberoamérica y España.

- 2023: Su legado tiene asignada la Caja de las Letras n.º 990 del Instituto Cervantes, entregándose[14] la llave conmemorativa el 18 de septiembre de 2023.

## Publicaciones
Su obra (poesía, novela y cuento) siguió las líneas de su época, busca la denuncia social y reivindica los derechos humanos con un lenguaje a veces antiliterario. Entre sus obras hay varias novelas históricas como Somoza, expediente cerrado (1993) que habla de la vida del dictador nicaragüense Anastasio Somoza Debayle. Este libro y otros fueron escritos en colaboración con su esposo Flakodit. Botas, México.
- 1951:   Suite (poesía), Edit. Brigadas Líricas, Argentina.
- 1953:   Vigilias (poesía), Edit. Poesía de América, México.
- 1955:   Acuario (poesía), Edit. Universitaria, Santiago, Chile.
- 1958:   Tres cuentos (cuentos infantiles), Ministerio de Cultura, El Salvador.
- 1961:   Huésped de mi tiempo (poesía), Edit. Américalee, Argentina.
- 1965:   Vía única (poesía), Edit. Alfa, Montevideo, Uruguay.
- 1970:   Aprendizaje (poesía), Edit. Universitaria, San Salvador.
- 1977: v.Pagaré a cobrar (poesía), Edit. Ocnos, Barcelona, España.
- 1977: v.El detén (novela corta), Edit. Lúmen, Barcelona.
- 1978: v.Sobrevivo (poesía), Edit. Casa de las Américas, Habana. (Este libro ganó el premio Casa de las Américas, 1978).
- 1978: v.Tres poemas (cuadernillo), Papeles de Son Armadans, Madrid/Palma de Mallorca.
- 1981: v.Suma y sigue (antología poética), Edit. Visor, Madrid.
- 1982: v.Álbum familiar (novela corta), Edit. EDUCA, Costa Rica. (Segunda edición, 1984).
- 1982: v.Flowers from the Volcano (antología poética, traducida por Carolyn Forché), Univ. of Pittsburgh Press, USA. (Segunda y tercera edición, 1985).
- 1983: v.Poesía viva (antología poética), Blackrose Press, London.
- 1983: v.Karen en barque sur la mer (versión francesa de El Detén), Edit. Mercure de France, París.
- 1983: v.Petit Pays (antología poética), Edit. Femmes, París.
- 1984: v.Familiealbum (versión holandesa de Álbum Familiar), Van Gennep Publishers, Holanda.
- 1985: v.Pueblo de Dios y de Mandinga (tres novelas cortas), Edit. Lúmen, Barcelona.
- 1985: v.Pueblo de Dios y de Mandinga (novela corta), Edit. ERA, México.
- 1985: v.Apage Satanas (versión polaca de El detén), Warsaw, Polonia.
- 1986: v.Despierta mi bien, despierta (novela corta), UCA Editores, El Salvador. (2.ª edición 1987).
- 1987: v.They Won't Take Me Alive (testimonio), The Women's Press, London.
- 1987: v.Luisa en el país de la realidad (novela), Edit. Volvo i Climens, México.1987. 2.ª edición Edit. Universidad de México, México, D.F., 1994.
- 1987: v.Luisa in Realityland (Versión inglesa de Luisa en el país de la realidad, translated by D.J. Flakoll), Curbstone Press, Conn.
- 'La mujer del río Sumpul (poesía), Edit. del Museo Rayo, Colombia.
- 1989: v.Y este poema-rio (poesía), Edit. Nueva Nicaragua, Managua.
- Woman Of The River (poesía), Univ. of Pittsburgh Press, USA.
- 1990: v.Family Album (tres novelas cortas), The Women's Press, London. (Publicado por Curbstone Press, USA, 1991).
- 1993: v.Fugues (poesía) Curbstone Press, USA.
- 'Variaciones en clave de Mí (poesía) Editorial Libertarias/Prodhufi, Madrid, España.
- 1994: v.Luisa en el país de la realidad (novela). Editl UNAM. México, 1994.
- El niño que buscaba a ayer (cuento infantil). Edit. CIDCLI.SC. México, D.F.
- 1996: v.Umbrales\Thresholds (poesía) Edit. Curbstone Press, Conn. U.S.A.
- Umbrales (poesía) Edit. Visor, Madrid, España.
- Clave de Mí (antología poética) Edit. Educa, San José, Costa Rica.
- 1997:   Umbrales (poesía) Dirección de Publicaciones e Impresos, El Salvador.
- Luisa en el país de la realidad, UCA Editores, San Salvador, El Salvador.
- 1999:   Saudade (poems) Edit. Visor, España.
- Sorrow (poems) Curbstone Press, U.S.
- 2003:   Casting off (poems), Curbstone Press.
- Una vida en poemas (antología), Edit. Hispamer, Nicaragua.
- 2004:   Vía única (poems) 2.ª edición, Edit. Torremozas, España.
- Nicaragua: la Revolución Sandinista, 2.ª edición, Edit. Nama, Nicaragua.
- Esto soy. Antología poética Dirección de Publicaciones e Impresos, El Salvador.
- 2005:   Soltando amarras, Edit. Visor, España.
- 2006:   Poemas de amor,  Edit. Lunes, San José, Costa Rica.
- 2007:   Mágica tribu, Edit. Berenice, España.
- Ars poética (antología), Edit.  Leteo, Nicaragua.
- Mágica tribu, 2a. edición, Índole Editores, El Salvador.[15]
- 2008:   Pueblo de Dios y de Mandinga, Dirección de Publicaciones e Impresos, El Salvador.
- Mitos y delitos (poesía) Edit. Visor, Madrid, España.
- Somoza, expediente cerrado. 3.ª edición, Edit. Anamá, Managua, Nicaragua.
- 2010:   Ojo de cuervo (antología poética), Colección Pico, México, D.F.
- Savoir Faire (antología poética), Festival Internacional de poesía de Granada, España. Edición y prólogo de Daniel Rodríguez Moya
- 2011:   Otredad, Edit. Visor, España.
- 2012:   Claribel Alegría en el país de la realidad, Colección Los Torreones, Gimnasio Moderno, Bogotá (Colombia).Edición y prólogo de Daniel Rodríguez Moya
- 2014: Voces, Edit. Visor, España.

### Publicaciones en colaboración con D.J. Flakoll
- 1962: v.Nuevas Voces en  America  Hispanica (antología del boom latinoamericano).
- 1966: v.Cenizas de Izalco (novela). Este libro fue finalista en el concurso de novela Biblioteca Breve, Seix Barral en 1964.
- 1980: v.La encrucijada salvadoreña (ensayo).
- 1982: v.NICARAGUA: la revolución sandinista (historia-testimonio).
- 1982: v.Cien poemas de Robert Graves (antología poética).
- 1983: v.Nuevas voces de Norteamérica (antología poética bilingüe de poesía estadounidense).
- 1983: v.No me agarran viva (testimonio).
- 1987:   They Won’t Take Me Alive, The Women’s Press, England.
- 1984: v.Para romper el silencio (testimonio).
- 1989: v.Ashes of Izalco (novela).
- 1990: v.On the Front Line (antología de poesía guerrillera, editado y traducido con D.J. Flakoll).
- 1992: v.Fuga de Canto Grande, (testimonio).
- 1993: v.Somoza, expediente cerrado.
- 1996: v.Death of Somoza (testimonio).
- 1996: v.Tunnel to Canto Grande(testimonio).
- 1997:   Túnel de Canto Grande, edición japonesa.

### Traducciones en colaboración con D.J. Flakoll
- 1967: v.The Cyclone (novela de Miguel Ángel Asturias).
- 1969: v.El hereje (obra teatral en verso de Morris West).
- 1969: v.Unstill Life (antología de poesía latinoamericana editado por Mario Benedetti).
- 1985: v.Viva Sandino (ensayo de Carlos Fonseca).
- 1989: v.Nuestra pequeña región de por aquí: Política de seguridad de los Estados Unidos (ensayo de Noam Chomsky).
- 1989: v.La sonrisa del jaguar (ensayo de Salman Rushdie).

## Filmografía
- Cortázar: Apuntes para un documental, dir. Eduardo Montes Bradley. Argentina, 2001. (Participación testimonial)